# Milothris irrorata
Milothris irrorata är en skalbaggsart som först beskrevs av Fabricius 1801.  Milothris irrorata ingår i släktet Milothris och familjen långhorningar. Inga underarter finns listade i Catalogue of Life.